# Fuenmayor
Fuenmayor è un comune spagnolo di 2 553 abitanti situato nella comunità autonoma di La Rioja.